# Jednostka stowarzyszona
Jednostka stowarzyszona – rozumie się przez to jednostkę będącą spółką handlową lub podmiotem utworzonym i działającym zgodnie z przepisami obcego prawa handlowego, w której znaczący inwestor posiada zaangażowanie w kapitale, oraz na którą wywiera znaczący wpływ.